# ماسيمو سافيتش
ماسيمو سافيتش (بالكرواتية: Massimo Savić)‏ هو مغني كرواتي، ولد في 6 يونيو 1962 في بولا في كرواتيا.

## وصلات خارجية
- ماسيمو سافيتش على موقع IMDb (الإنجليزية)
- ماسيمو سافيتش على موقع ميوزك برينز (الإنجليزية)
- ماسيمو سافيتش على موقع ديسكوغز (الإنجليزية)